# Consejo Económico y Social de Bélgica
La ley del 20 de septiembre de 1948 establece una organización de la economía que crea una unión de organismos consultivos de base paritaria, por la parte empresarial (los consejos empresariales), de la parte profesional (los consejos profesionales) y de la Nación (El Consejo Central de la Economía).
La Ley del 29 de mayo de 1952 crea el Conseil National du Travail (Consejo Nacional del Trabajo). En el origen el CNT es un organismo esencialmente consultivo.